# 콩고공작
콩고공작(Afropavo congensis)은 공작의 한 종으로 아프리카공작속에 속하는 유일한 종이다. 콩고강 유역에 분포되어 있으며 주로 저지대 다우림 지역에 서식한다.